# Iorwerth (Bischof)
Iorwerth OPraem (auch Gervase) († 1229) war ein walisischer Geistlicher. Ab 1215 war er Bischof von St Davids.
Über die Herkunft von Iorwerth ist nichts bekannt, außer dass er Waliser war. Er galt als ehrenhafter Geistlicher, der zum Abt des Prämonstratenserklosters Talley Abbey in Deheubarth gewählt wurde. 1215 wurde er zum Bischof der walisischen Diözese St Davids gewählt. Wenige Tage nach der Besiegelung der Magna Carta wurde er am 21. Juni 1215 in Staines zum Bischof geweiht. Seine Wahl war ein Triumph für die Waliser, da der englische König Johann Ohneland mit Hugh Foliot einen Gegenkandidaten nominiert hatte, und ein beachtlicher Erfolg der Politik von Llywelyn ab Iorwerth, dem Fürsten von Gwynedd. Iorwerth nahm allerdings den Gehorsamseid, den er gegenüber der englischen Krone und Erzbischof Stephen Langton von Canterbury ablegen musste, ernst. Er nahm mehrfach an königlichen Ratsversammlungen teil, wobei er versuchte, in den Konflikten zwischen Walisern und Engländern zu vermitteln. Weil er hierbei nicht immer alle Ziele der Waliser verfolgen konnte, wurde er in der Chronik seines früheren Klosters scharf kritisiert. Andererseits begünstigte Iorwerth als Bischof sein früheres Kloster, das so seinen Wohlstand erheblich mehren konnte. 1215 nahm er am Vierten Laterankonzil in Rom teil. In St Davids erließ Iorwerth 1224 nach dem Vorbild von Salisbury die ersten Statuten für das Kathedralkapitel, mit denen das Amt eines Präzentors eingeführt wurde. Nach dem Einsturz des Turms der Kathedrale 1220 begann er mit dem Wiederaufbau.